# Filip Šváb
Filip Šváb (* 28. dubna 1983 Olomouc) je český sportovec v rychlostní kanoistice, ve které získal mezi roky 2005 a 2009 tři medaile na mistrovství Evropy. Jeho soutěžní disciplínou je K1 200 m.

## Mezinárodní úspěchy
Mezi Švábovy největší úspěchy se řadí 6. místo na mistrovství světa v roce 2010 a 8. místo z roku 2015. Na mistrovstvích Evropy pak získal i medaile: v letech 2005 a 2006 stříbrnou v Poznani a Račicích, bronzovou si přivezl v roce 2009 z Brandenburgu a v roce 2015 obsadil 9. místo. Na olympiádě v Riu v roce 2016 obsadil 16. místo. 